# 韓熙
韓熙（韓語：한희，1965年—），韓國電視劇導演。

## 作品列表

### 電視劇
- 2001年：MBC《商道》
- 2003年：MBC《我的麻煩男友》
- 2003年：MBC《迴轉木馬》
- 2005年：MBC《菜鳥上班族》
- 2006年：MBC《跨越彩虹》
- 2012年：MBC《Dr. JIN》
- 2013年：MBC《奇皇后》
- 2016年：MBC《Goodbye Mr. Black》
- 2016年 - 2017年：MBC《舉重妖精金福珠》

### 製作作品
- 2005年：MBC《英才的全盛時代》
- 2006年：MBC《你從哪顆星星來》
- 2010年：MBC《Road No. 1》
- 2010年：MBC《惡作劇之吻》
- 2010年：MBC《快樂我的家》
- 2011年：MBC《豪門之路》
- 2011年：MBC《階伯》
- 2014年：MBC《我人生的春天》
- 2015年：MBC《Kill Me Heal Me》
- 2015年：MBC《心情好又暖》
- 2015年：MBC《夜行書生》
- 2015年：MBC《她很漂亮》
- 2015年：MBC《甜蜜殺氣的家族》

### 總製作作品
- 2011年：MBC《My Princess》

### 企劃作品
- 2017年：MBC《君主－假面的主人》
- 2017年：MBC《自體發光辦公室》
- 2017年：MBC《不是機器人啊》

## 外部連結
- NAVER （页面存档备份，存于）